# Ndzaouze
Ndzaouze är en ort i Komorerna.   Den ligger i distriktet Grande Comore, i den nordvästra delen av landet, 30 km norr om huvudstaden Moroni. Ndzaouze ligger 59 meter över havet och antalet invånare är 1 586.
Terrängen runt Ndzaouze är huvudsakligen kuperad, men åt nordost är den platt. Havet är nära Ndzaouze åt nordväst. Runt Ndzaouze är det tätbefolkat, med 411 invånare per kvadratkilometer. Närmaste större samhälle är Mitsamiouli, 3,0 km nordost om Ndzaouze. Omgivningarna runt Ndzaouze är en mosaik av jordbruksmark och naturlig växtlighet.